# Albert Ollivier (administrateur)
Pour les articles homonymes, voir Albert Ollivier et Ollivier.
Albert Ollivier est administrateur civil et conseiller du comité de direction de la Caisse des dépôts et consignations.

## Biographie
Il a étudié à Sciences Po en 1976, puis à l'ENA en 1982. Il est à la Caisse des dépôts et consignations depuis 1994.
Depuis février 2014, il est vice président de Finance innovation.